# Leonardo Bonucci
Leonardo Bonucci (Viterbo, Provincia de Viterbo, Italia, 1 de mayo de 1987) es un exfutbolista italiano que jugaba de defensa.

## Trayectoria
El 30 de enero de 2010 anotó el primer gol del Bari en la victoria por 2-4 sobre el Palermo en el Estadio San Nicola. Terminó su impresionante temporada en la Serie A con el Bari ayudando al club del sur de Italia a finalizar en la mitad de la tabla disputando como titular los 38 partidos del equipo. En junio dejó el Bari para fichar por la Juventus, firmando un acuerdo por cinco temporadas con el conjunto bianconero. El 19 de agosto marcó su primer tanto con la Juventus en un partido de la ronda de play-off de la Liga Europa de la UEFA ante el SK Sturm Graz. El 14 de julio de 2017 se oficializó su traspaso al A. C. Milan. Anotó un autogol al minuto 21 del partido frente al Austria Viena, aunque fue contabilizado como gol de Christoph Monschein, y posteriormente el Milan remontó el partido y ganó 5-1. El 2 de agosto de 2018 regresó a la Juventus de Turín un año después de su marcha. El 16 de mayo de 2023 anunció, mediante sus redes sociales, que se retiraría definitivamente del fútbol en la temporada 2023-24, para centrarse en otros proyectos. Esa campaña la jugó en el F. C. Union Berlin y el Fenerbahçe S. K.

## Selección nacional
Fue internacional con la selección de fútbol de Italia en 121 ocasiones y marcó 8 goles. Debutó el 3 de marzo de 2010, en un encuentro amistoso ante la selección de Camerún en Mónaco que finalizó con marcador de 0-0. El 3 de junio, anotó su primer gol internacional en su segundo encuentro con la selección azzurra en la derrota por 1-2 ante México en un amistoso disputado en Bruselas.
Viajó con Italia a Sudáfrica para disputar la Copa Mundial de Fútbol pero no llegó finalmente a jugar ninguno de los tres partidos de su selección en el torneo. El 13 de mayo de 2014 el entrenador de la selección italiana, Cesare Prandelli, lo incluyó en la nómina preliminar de 30 jugadores convocados para la Copa Mundial de Fútbol de 2014. Fue confirmado en la lista definitiva de 23 jugadores el 1 de junio.
El 11 de julio de 2021 ganó la Eurocopa 2020 después de que Italia venciera a Inglaterra en la tanda de penaltis. Él marco el gol del definitivo empate a uno y, posteriormente, anotó su lanzamiento en la tanda de penaltis.

### Participaciones en Copas del Mundo
| Mundial                        | Sede      | Resultado    |
| ------------------------------ | --------- | ------------ |
| Copa Mundial de Fútbol de 2010 | Sudáfrica | Primera fase |
| Copa Mundial de Fútbol de 2014 | Brasil    | Primera fase |

### Participaciones en Eurocopas
| Eurocopa      | Sede              | Resultado        |
| ------------- | ----------------- | ---------------- |
| Eurocopa 2012 | Polonia y Ucrania | Subcampeón       |
| Eurocopa 2016 | Francia           | Cuartos de final |
| Eurocopa 2020 | Europa            | Campeón          |

### Participaciones en Copas FIFA Confederaciones
| Copa                      | Sede   | Resultado     |
| ------------------------- | ------ | ------------- |
| Copa Confederaciones 2013 | Brasil | Tercer puesto |

### Participaciones en Ligas de Naciones de la UEFA
| Liga                                | Sede         | Resultado     |
| ----------------------------------- | ------------ | ------------- |
| Liga de Naciones de la UEFA 2020-21 | Italia       | Tercer puesto |
| Liga de Naciones de la UEFA 2022-23 | Países Bajos | Tercer puesto |

## Estadísticas

### Clubes
Actualizado al último partido disputado de su carrera.
| Club                          | Div.          | Temporada     | Liga  | Liga  | Copas nacionales | Copas nacionales | Torneos internacionales | Torneos internacionales | Total | Total |
| Club                          | Div.          | Temporada     | Part. | Goles | Part.            | Goles            | Part.                   | Goles                   | Part. | Goles |
| ----------------------------- | ------------- | ------------- | ----- | ----- | ---------------- | ---------------- | ----------------------- | ----------------------- | ----- | ----- |
| Inter de Milán · Italia       | 1.ª           | 2005-06       | 1     | 0     | 0                | 0                | 0                       | 0                       | 1     | 0     |
| Inter de Milán · Italia       | 1.ª           | 2006-07       | 0     | 0     | 3                | 0                | 0                       | 0                       | 3     | 0     |
| Inter de Milán · Italia       | Total club    | Total club    | 1     | 0     | 3                | 0                | 0                       | 0                       | 4     | 0     |
| A. C. D. Treviso · Italia     | 2.ª           | 2007-08       | 27    | 2     | 1                | 0                | —                       | —                       | 28    | 2     |
| A. C. D. Treviso · Italia     | 2.ª           | 2008-09       | 13    | 2     | 1                | 0                | —                       | —                       | 14    | 2     |
| A. C. D. Treviso · Italia     | Total club    | Total club    | 40    | 4     | 2                | 0                | 0                       | 0                       | 42    | 4     |
| A. C. Pisa · Italia           | 2.ª           | 2008-09       | 18    | 1     | 0                | 0                | —                       | —                       | 18    | 1     |
| A. C. Pisa · Italia           | Total club    | Total club    | 18    | 1     | 0                | 0                | 0                       | 0                       | 18    | 1     |
| F. C. Bari · Italia           | 1.ª           | 2009-10       | 38    | 1     | 1                | 0                | —                       | —                       | 39    | 1     |
| F. C. Bari · Italia           | Total club    | Total club    | 38    | 1     | 1                | 0                | 0                       | 0                       | 39    | 1     |
| Juventus F. C. · Italia       | 1.ª           | 2010-11       | 34    | 0     | 2                | 0                | 8                       | 1                       | 44    | 1     |
| Juventus F. C. · Italia       | 1.ª           | 2011-12       | 32    | 2     | 5                | 0                | —                       | —                       | 37    | 2     |
| Juventus F. C. · Italia       | 1.ª           | 2012-13       | 33    | 0     | 5                | 0                | 10                      | 1                       | 48    | 1     |
| Juventus F. C. · Italia       | 1.ª           | 2013-14       | 29    | 2     | 2                | 0                | 13                      | 1                       | 44    | 3     |
| Juventus F. C. · Italia       | 1.ª           | 2014-15       | 34    | 3     | 5                | 1                | 13                      | 0                       | 52    | 4     |
| Juventus F. C. · Italia       | 1.ª           | 2015-16       | 36    | 3     | 5                | 0                | 8                       | 0                       | 49    | 3     |
| Juventus F. C. · Italia       | 1.ª           | 2016-17       | 29    | 3     | 5                | 1                | 11                      | 1                       | 45    | 5     |
| A. C. Milan · Italia          | 1.ª           | 2017-18       | 35    | 2     | 5                | 0                | 11                      | 0                       | 51    | 2     |
| A. C. Milan · Italia          | Total club    | Total club    | 35    | 2     | 5                | 0                | 11                      | 0                       | 51    | 2     |
| Juventus F. C. · Italia       | 1.ª           | 2018-19       | 29    | 3     | 2                | 0                | 10                      | 0                       | 41    | 3     |
| Juventus F. C. · Italia       | 1.ª           | 2019-20       | 35    | 3     | 5                | 1                | 7                       | 0                       | 47    | 4     |
| Juventus F. C. · Italia       | 1.ª           | 2020-21       | 26    | 2     | 3                | 0                | 6                       | 0                       | 35    | 2     |
| Juventus F. C. · Italia       | 1.ª           | 2021-22       | 24    | 5     | 3                | 0                | 7                       | 0                       | 34    | 5     |
| Juventus F. C. · Italia       | 1.ª           | 2022-23       | 16    | 1     | 1                | 0                | 9                       | 1                       | 26    | 2     |
| Juventus F. C. · Italia       | Total club    | Total club    | 357   | 27    | 43               | 3                | 102                     | 5                       | 502   | 35    |
| F. C. Union Berlin · Alemania | 1.ª           | 2023-24       | 7     | 1     | 0                | 0                | 3                       | 0                       | 10    | 1     |
| F. C. Union Berlin · Alemania | Total club    | Total club    | 7     | 1     | 0                | 0                | 3                       | 0                       | 10    | 1     |
| Fenerbahçe S. K. Turquía      | 1.ª           | 2023-24       | 8     | 0     | 3                | 0                | 2                       | 0                       | 13    | 0     |
| Fenerbahçe S. K. Turquía      | Total club    | Total club    | 8     | 0     | 3                | 0                | 2                       | 0                       | 13    | 0     |
| Total carrera                 | Total carrera | Total carrera | 503   | 36    | 57               | 3                | 118                     | 5                       | 678   | 44    |

## Palmarés

### Campeonatos nacionales
| Título              | Club           | País   | Año     |
| ------------------- | -------------- | ------ | ------- |
| Serie A             | Inter de Milán | Italia | 2005-06 |
| Serie A             | Juventus F. C. | Italia | 2011-12 |
| Supercopa de Italia | Juventus F. C. | Italia | 2012    |
| Serie A             | Juventus F. C. | Italia | 2012-13 |
| Supercopa de Italia | Juventus F. C. | Italia | 2013    |
| Serie A             | Juventus F. C. | Italia | 2013-14 |
| Serie A             | Juventus F. C. | Italia | 2014-15 |
| Copa Italia         | Juventus F. C. | Italia | 2014-15 |
| Supercopa de Italia | Juventus F. C. | Italia | 2015    |
| Serie A             | Juventus F. C. | Italia | 2015-16 |
| Copa Italia         | Juventus F. C. | Italia | 2015-16 |
| Copa Italia         | Juventus F. C. | Italia | 2016-17 |
| Serie A             | Juventus F. C. | Italia | 2016-17 |
| Supercopa de Italia | Juventus F. C. | Italia | 2018    |
| Serie A             | Juventus F. C. | Italia | 2018-19 |
| Serie A             | Juventus F. C. | Italia | 2019-20 |
| Supercopa de Italia | Juventus F. C. | Italia | 2020    |
| Copa Italia         | Juventus F. C. | Italia | 2020-21 |

### Campeonatos internacionales
| Título   | Club (*)            | Sede   | Año  |
| -------- | ------------------- | ------ | ---- |
| Eurocopa | Selección de Italia | Europa | 2020 |

(*) Incluyendo la selección.

### Distinciones individuales
| Distinción                                        | Año        |
| ------------------------------------------------- | ---------- |
| Equipo del Año de la Liga Europa de la UEFA       | 2013-14    |
| Parte del Equipo del Año en la Serie A            | 2015       |
| Parte del Equipo del año UEFA                     | 2016       |
| Parte del Equipo del Año en la Serie A            | 2016       |
| Futbolista del Año en la Serie A                  | 2016       |
| Equipo del Año de la Liga de Campeones de la UEFA | 2016-17    |
| Equipo del Año de la European Sports Magazine     | 2016-17    |
| Parte del FIFA/FIFPro World XI                    | 2017, 2021 |
| Parte del Equipo del Año en la Serie A            | 2017       |
| Parte del Equipo del Torneo de la Eurocopa        | 2020       |